# 11715 Harperclark
11715 Harperclark este un asteroid din centura principală de asteroizi.

## Descriere
11715 Harperclark este un asteroid din centura principală de asteroizi. A fost descoperit pe 21 aprilie 1998 la Socorro, New Mexico, în cadrul proiectului LINEAR. Asteroidul prezintă o orbită caracterizată de o semiaxă mare de 2,31 ua, o excentricitate de 0,08 și o înclinație de 2,2° în raport cu ecliptica.